# WWF International Heavyweight Championship
Het WWF International Heavyweight Championship was een professioneel worstelkampioenschap dat georganiseerd werd door NWA Northeast, World Wrestling Federation (WWF), New Japan Pro Wrestling (NJPW) en Universal Wrestling Federation (UWF).

## Titel geschiedenis
| Worstelaar | #                   | Datum            | Stad               | Aantekeningen                                                         |
| --- | ------------------- | ---------------- | ------------------ | --------------------------------------------------------------------- |
| Antonino Rocca | 1                   | Juli 1959        | New York           | Versloeg "The Nature Boy" Buddy Rogers en werd zo de eerste kampioen. |
| Beschikbaar gesteld | Beschikbaar gesteld | 1963             |                    | De titel werd beschikbaar en werd later inactief.                     |
| Tony Parisi | 1                   | 1982             | Buffalo (New York) |                                                                       |
| Gino Brito | 1                   | Augustus 1982    | Buffalo (New York) |                                                                       |
| Tatsumi Fujinami | 1                   | 30 augustus 1982 | New York           |                                                                       |
| Riki Chōshū | 1                   | 3 april 1983     | Tokio              |                                                                       |
| Tatsumi Fujinami | 2                   | 4 augustus 1983  | Tokio              |                                                                       |
| Fujinami gaf de titel op na een dubbele diskwalificatie tegen Super Strong Machine op 19 juli 1985 in Hokkaidō (Japan). De titel werd dan opgeborgen op 31 oktober 1985 toen New Japan en de WWF uiteengingen.                                                 |                     |                  |                    |                                                                       |
| Akira Maeda | 1                   | 25 maart 1984    | New York           |                                                                       |
| Maeda versloeg Pierre Lefebvre op Madison Square Garden in WWF. Hij keerde terug naar UWF in april 1984 en verdedigde de titel tot 23 juli 1984, toen de voorzitter van UWF, Hisashi Shinma, naar All Japan Pro Wrestling ging en dus UWF en WWF uiteengingen. |                     |                  |                    |                                                                       |